# 7274 Washioyama
7274 Washioyama este un asteroid din centura principală, descoperit pe 21 martie 1982, de Tsutomu Seki.